# La Croisière jaune
Pour l’article homonyme, voir Croisière jaune.
Pour plus de détails, voir Fiche technique et Distribution.
La Croisière jaune est un film documentaire français réalisé initialement par André Sauvage et repris par Léon Poirier à la suite de l'intervention d'André Citroën. Le film a été présenté à Paris en 1934.
André Sauvage est engagé par la société Pathé-Natan pour suivre la croisière jaune à travers l'Asie. André Citroën qui a demandé à voir le film, mécontent du résultat, le rachète à Bernard Natan et en confie le montage à Léon Poirier, qui avait filmé La Croisière noire en Afrique en 1926.
Aucune trace des versions d'origine n'a été retrouvée dans les archives ; ce film marquera la cassure de la carrière cinématographique d'André Sauvage.

## Synopsis
Le film raconte l'expédition partant de Beyrouth au Liban pour rallier la Chine à travers l'ancienne route de la soie avec des véhicules autochenilles, entre 1931 et 1932.

## Fiche technique
- Réalisation : André Sauvage puis montage de Léon Poirier
- Directeur de la photographie : Georges Specht
- Producteurs : Bernard Natan, Émile Natan
- Production : Pathé-Natan
- Musique : Claude Delvincourt, Joseph-Eugène Szyfer (nl), Marcel Mirouze
- Son : William-Robert Sivel
- Lieux de tournage : Liban, Népal, Chine
- Début tournage : avril 1931
- Pays :  France
- Durée : 90 minutes
- Dates de sortie : 
  - France : 18 mars 1934
  - États-Unis : 17 novembre 1936

## Critiques
Selon René Daumal, dans La Nouvelle Revue française de mai 1934, Léon Poirier a fait du film « une œuvre de propagande franco-citroïque, falsifiant, interpolant sans le moindre scrupule ».

## Récompenses
Le film a remporté le prix du meilleur film étranger du National Board of Review.